# Amy Tongová
Amy Yoshiko Luhaupu Tongová (* 18. října 1977 Honolulu) je bývalá americká zápasnice – judistka.

## Sportovní kariéra
Je rodačkou z ostrova Havaj. Od svých 8 let žila nedaleko hl. města Washingtonu, kde její otec Sam pracoval jako člen vládních bezpečnostních složek. S judem začala v 11 letech v místním klubu YMCA. Na střední škole Hylton Senior High ve Woodbridge hrála aktivně ženský fotbal. S judem začala vrcholově na vysoké škole San Jose State University pod vedením Yoshe Uchidy. V americké ženské reprezentaci se prosadila od roku 1998 v nově definované polotěžké váze do 78 kg. V roce 2000 vyhrála americkou olympijskou kvalifikaci a startovala na olympijských hrách v Sydney. V úvodním kole pasivním judem potrápila favorizovanou Kubánku Diadenis Lunaovou a prohrála na základě jednoho napomínání za pasivitu na koku. V opravném pavouku se do bojů o medaile neprobojovala. Sportovní kariéru ukončila v roce 2003.

## Výsledky
| Turnaj                  | 1998           | 1999           | 2000           | 2001           |
| Turnaj                  | 21             | 22             | 23             | 24             |
| Turnaj                  | polotěžká váha | polotěžká váha | polotěžká váha | polotěžká váha |
| ----------------------- | -------------- | -------------- | -------------- | -------------- |
| Olympijské hry          |                |                | úč.            |                |
| Mistrovství světa       |                | úč.            |                | úč.            |
| Panamerické hry         |                | 3.             |                |                |
| Panamerické mistrovství | 3.             | 3.             | 2.             | 3.             |